# Timofiej Chorobrych
Timofiej Chorobrych, Тимофей Хоробрых (ur. 1913) – radziecki urzędnik konsularny.
W 1940 wstąpił do radzieckiej służby zagranicznej, pełniąc następujące funkcje – pracownika konsularnego ZSRR w Królewcu (1940-1941) i Iranie (1941-1945), konsula/konsula generalnego w Gdańsku (1945-1949).